# З чорного ходу (фільм, 1921)
«З чорного ходу» (англ. Through the Back Door) — німа чорно-біла комедія 1921 року.

## Сюжет
В 1903 році Гортензія Бодамер, вдова родом з Бельгії, виходить заміж за багатого американця Елтона Рівса і за його вимогою залишає свою дочку Жанну під опікою няні на ім'я Марі. Через п'ять років вона посилає за дочкою, але Марі, яка встигла прив'язатися до дівчинки, каже, що Жанна померла.

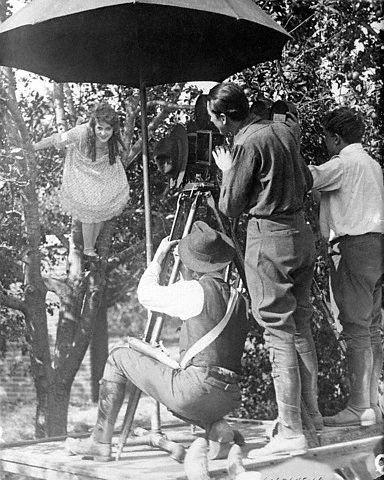
Мері Пікфорд на зйомках

В 1914 році, через вторгнення Німеччини на територію Бельгії, Марі відправляє Жанну до Рівсів в Америку. Спочатку дівчинка приховує своє справжнє ім'я і стає покоївкою в будинку власної матері, але потім її походження розкривається, і відбувається щасливе возз'єднання сім'ї.

## У ролях
- Мері Пікфорд — Жанна Бодамер
- Гертруда Астор — Гортензія Рівс
- Вілфред Лукас — Елтон Рівс
- Гелен Реймонд — Марі
- Джон Харрон — Біллі Бой

## Цікаві факти
- Джек Пікфорд, брат Мері Пікфорд, виступив в цьому фільмі як другий режисер.